# ویندوز ۳٫۰
ویندوز ۳٫۰ (به انگلیسی: Windows 3.0) سومین نسخه از مایکروسافت ویندوز که در تاریخ ۲۲ مه ۱۹۹۰ منتشر شد. این اولین نسخه از ویندوز بود که موفقیت گسترده‌ای داشت و از نظر ظاهر گرافیکی رقیب مکینتاش و کومودور آمیگا شد.
منشأ ویندوز ۳٫۰ زمانی بود که گروهی از برنامه نویسان مایکروسافت در سال ۱۹۸۹ به‌طور مستقل و آزمایشی تصمیم به توسعه حالت محافظت شدهٔ ویندوز گرفتند. نمونه اولیه آن‌ها آماده ارائه به مدیران شرکت شد که به اندازه کافی مورد تأیید آن‌ها قرار گرفت تا به عنوان یک پروژه رسمی تصویب شود.